# Anniina Ahtosalo
Anniina Ahtosalo, född 27 augusti 2023 i Tusby, är en finländsk tävlingscyklist.
Ahtosalo är sexfaldig finländsk mästare då hon tagit tre guld i tempolopp och tre guld i linjelopp. År 2023 tog hon brons i tempoloppet på EM i U23-klassen. År 2024 tog hon guld i tempoloppet på EM i U23-klassen.